# Sexturisme
Sexturisme er rejser der har til formål at opsøge sex med personer i destinationslandet, oftest prostituerede. Typisk går rejserne med turister fra velstillede lande og mod mindre velstillede lande.
Verdensturistorganisationen – et agentur under FN – definerer sexturisme som:
| „ | Rejser organiseret indenfor turistsektoren, eller udenfor sektoren, men gørende brug af dens strukturer og netværk, med det primært formål at effektuere kommercielle seksuelle relationer mellem turisten og lokale beboere på destinationen | “ |
|   | — Verdensturistorganisationen |   |

FN mener, at sexturisme er skadeligt af sociale, kulturelle og helbredsårsager for både turistens hjemland og for destinationslandende, specielt i situationer, hvor der er udnyttelse af køn, alder, sociale eller økonomiske uligheder mellem sexturisten og den prostituerede på destinationen.
Attraktioner for sexturisme kan inkludere nedsatte priser i destinationslandet i forhold til sexturistens hjemland, såvel som prostitution eller prostitutionsformer der ikke er legaliseret i sexturistens hjemland eller blot ineffektiv håndhævelse af reglerne og adgang til børneprostitution.

## Destinationer
Populære sexturistdestinationer inkluderer lande som Thailand, Cambodja, Indien og Sri Lanka i Asien og i Mellemøsten lande som Libanon, Syrien og De Forenede Arabiske Emirater – hvortil hovedsagligt mænd fra mere konservative lande på Den Arabiske Halvø søger hen. I Amerika, Brasilien, Costa Rica, og Cuba. Efter at Sverige indførte forbud mod prostitution er de omkringliggende lande, herunder de baltiske lande og Danmark, blevet destinationer for svenske sexturister.
.
En individuel by eller region kan have et særskilt rygte som en sexturistdestination. Det gælder bl.a. Reeperbahn i Hamborg; Amsterdam i Holland; Zona Norte i Tijuana, Mexico; Boy's Town i Nuevo Laredo, Mexico – langs grænsen til USA; Bangkok, Pattaya og Phuket i Thailand; Vladivostok i det fjernøstlige Rusland – hvortil en del Japanske sexturister tager, og Angeles City i Filippinerne.

## Kvindelige sexturistdestinationer
Populære sexturistdestinationer for kvindelige sexturister inkluderer Sydeuropa (Italien, Tyrkiet, Grækenland og Spanien), Caribien (Jamaica, Barbados, den Dominikanske Republik), dele af Afrika (Tunesien, Egypten, Gambia, Kenya), samt Bali  i Indonesien og Pattaya og Phuket i Thailand. Mindre destinationer inkluderer Nepal, Marokko, Fiji, Ecuador og Costa Rica.
Kvindelige sexturister adskiller sig typisk fra mandlige sexturister ved at kvinderne sædvanligvis ikke frekventerer bestemte barer for at samle mænd op. Kvinder giver sædvanligvis tøj, mad, penge eller gaver til deres mandlige prostituerede, men ikke alle mændene (specielt i Sydeuropa) forventer kompensationer.  